# 拉塞勒苏尚特梅勒
拉塞勒苏尚特梅勒（法語：La Celle-sous-Chantemerle，法語發音：[la sɛl su ʃɑ̃tmɛʁl]，意为“尚特梅勒下方的拉塞勒”）是法国马恩省的一个市镇，属于埃佩尔奈区。

## 地理
拉塞勒苏尚特梅勒（48°36'48"N, 3°40'40"E）面积12.03 平方千米，位于法国大東部大區马恩省，该省份为法国东北部内陆省份，北起阿登省，西北接埃纳省，西南接塞纳-马恩省，南至奥布省，东南接上马恩省，东临默兹省。
与拉塞勒苏尚特梅勒接壤的市镇（或旧市镇、城区）包括：丰坦德尼尼伊西、尚特梅勒、波唐日、奥布河畔萨龙、维利耶欧科尔内耶。

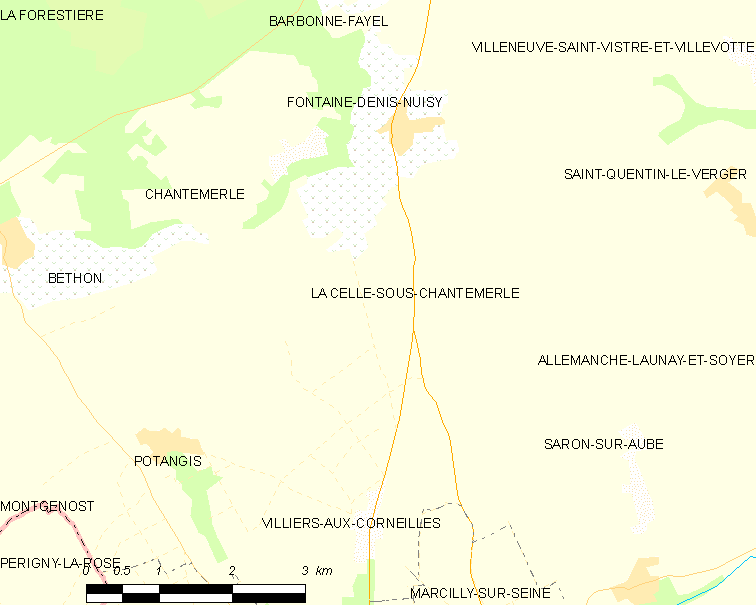
拉塞勒苏尚特梅勒的OSM定位图

拉塞勒苏尚特梅勒的时区为UTC+01:00、UTC+02:00（夏令时）。

## 行政
拉塞勒苏尚特梅勒的邮政编码为51260，INSEE市镇编码为51103。

## 政治
拉塞勒苏尚特梅勒所属的省级选区为韦尔蒂-香槟平原县。

## 人口

1962-2008年间拉塞勒苏尚特梅勒人口变化图示

拉塞勒苏尚特梅勒于2022年1月1日时的人口数量为137人。